# Садовая улица (Архангельск)
Садовая улица — улица в историческом центре Архангельска, проходит от Набережной Северной Двины до проезда Приорова. Протяжённость улицы более полутора километров.

## История

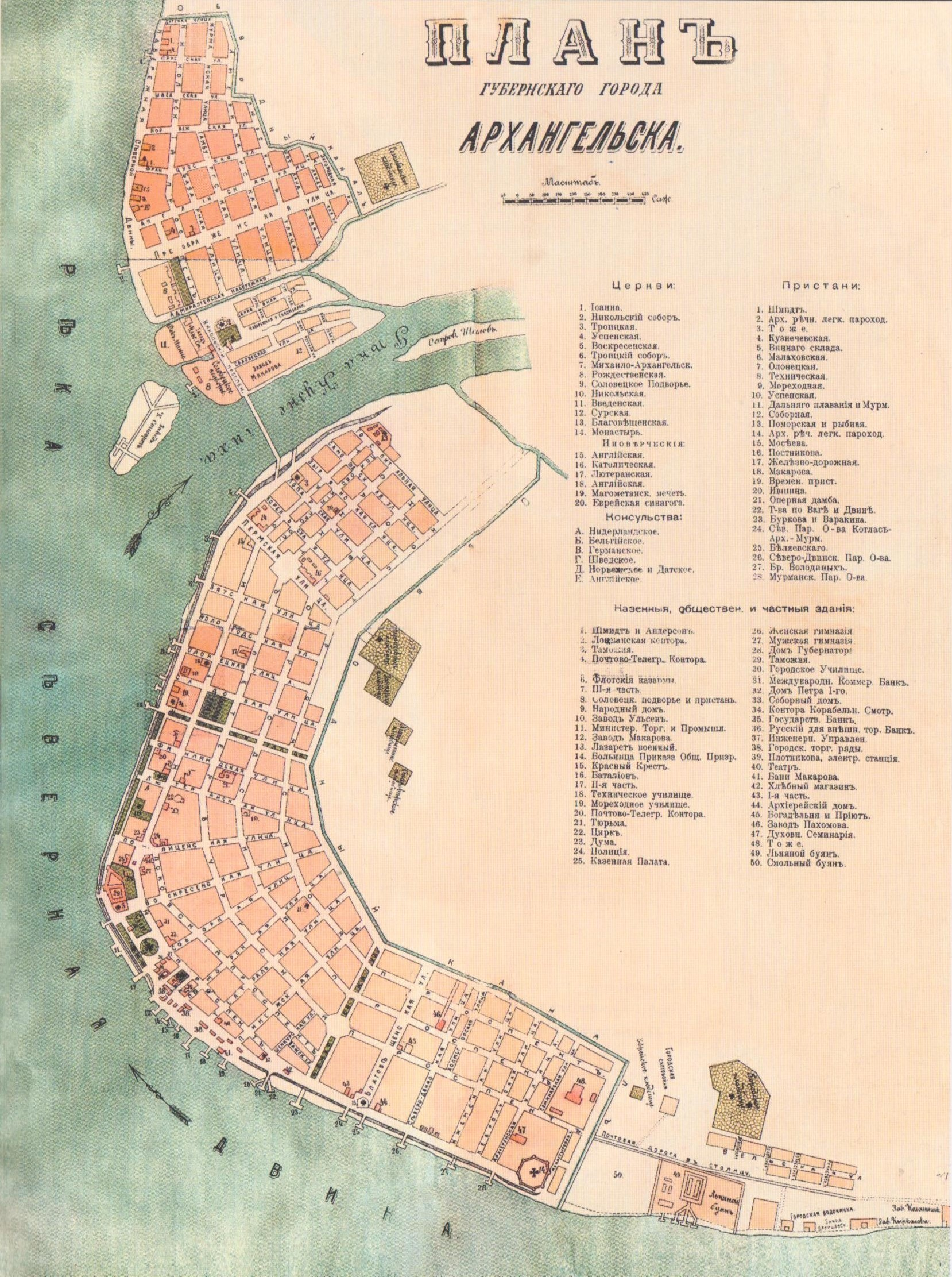
Карта Архангельска 1890 года

Первоначальное название, Дорбекерская (вариант — Дорбенерская), дано улице по имени местного первопоселенца-предпринимателя К. Дорбекера. Улица подводила к Мореходной пристани (названной по близ расположенному мореходному училищу)
Название Садовая улица получила по Александровскому саду, находившемуся на месте современного стадиона «Динамо». Устроенный по прямому указанию российского императора Александра I, посетившего Архангельск 28 августа 1819 года, сад одно время был главным местом отдыха горожан. В обустроенном по английским образцам саду были проложены широкие мощённые камнем аллеи, дорожки были высыпаны песком, были высажены сотни специально привезённых деревьев, насыпана хорошая земля. Обустройство проводилось силами местных жителей. К концу XIX века сад был оборудован павильонами, беседками, сооружена эстрада, организовывались различные развлечения, давались театральные представления, проходили киносеансы, играл оркестр, на выкопанном пруду в зимнее время заливали каток.
В начале улицы у набережной с начала XIX века находилось сахарное производство Брандта
Техническое училище имени Петра I было основано в 1889 году, для его размещения было приобретено одно из лучших в городе зданий — бывший дом Брандта. В советское время здание занимал ЦНИИ механической обработки древесины, переведённый в Архангельск в 1958 году по распоряжению Совета Министров СССР.
Стадион «Динамо» был торжественно открыт 19 сентября 1926 года.
С 1965 года улица носила имя русского революционера Анатолия Ванеева (1872—1899). В 1993 году возвращено название Садовая.
8 мая 2010 у выхода улицы к Набережной Северной Двины торжественно открыт памятник адмиралу Н. Г. Кузнецову.

## Достопримечательности

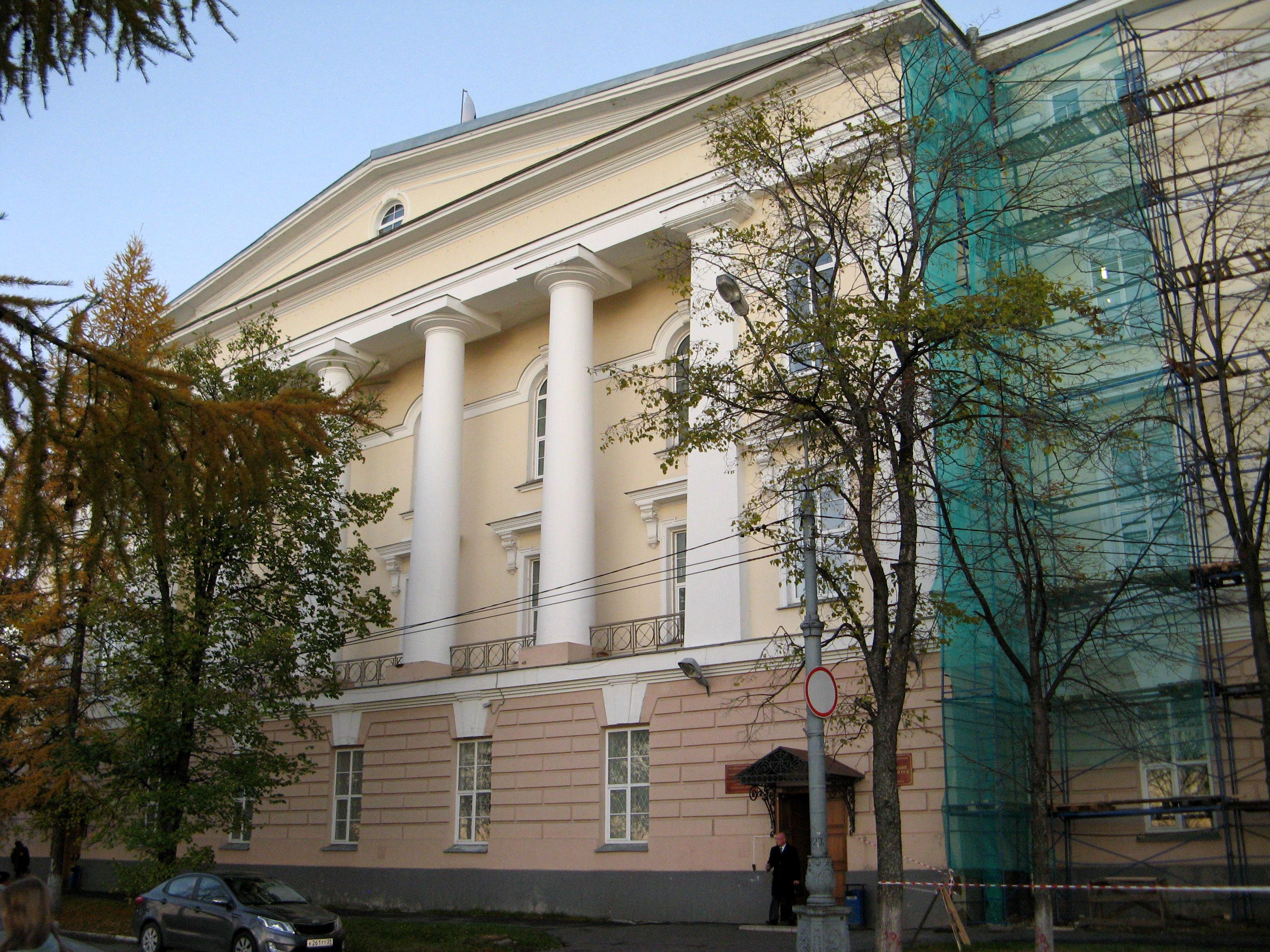
Дом Брандта

д. 1/112 — Бывший дом В. Брандта (ныне — Управление юстиции областной администрации и Октябрьский районный суд)  Объект культурного наследия народов РФ федерального значения. Рег. № 291410152480006 (ЕГРОКН)
Арктический морской институт
Памятник Н. Г. Кузнецову
д. 8 — стадион «Динамо»
Боровиковская (Мореходная) пристань  Объект культурного наследия народов РФ регионального значения. Рег. № 291711053420065 (ЕГРОКН)
Брандтовская (Техническая) пристань  Объект культурного наследия народов РФ регионального значения. Рег. № 291711053420045 (ЕГРОКН)
Каменный лабиринт